# Gomme tara

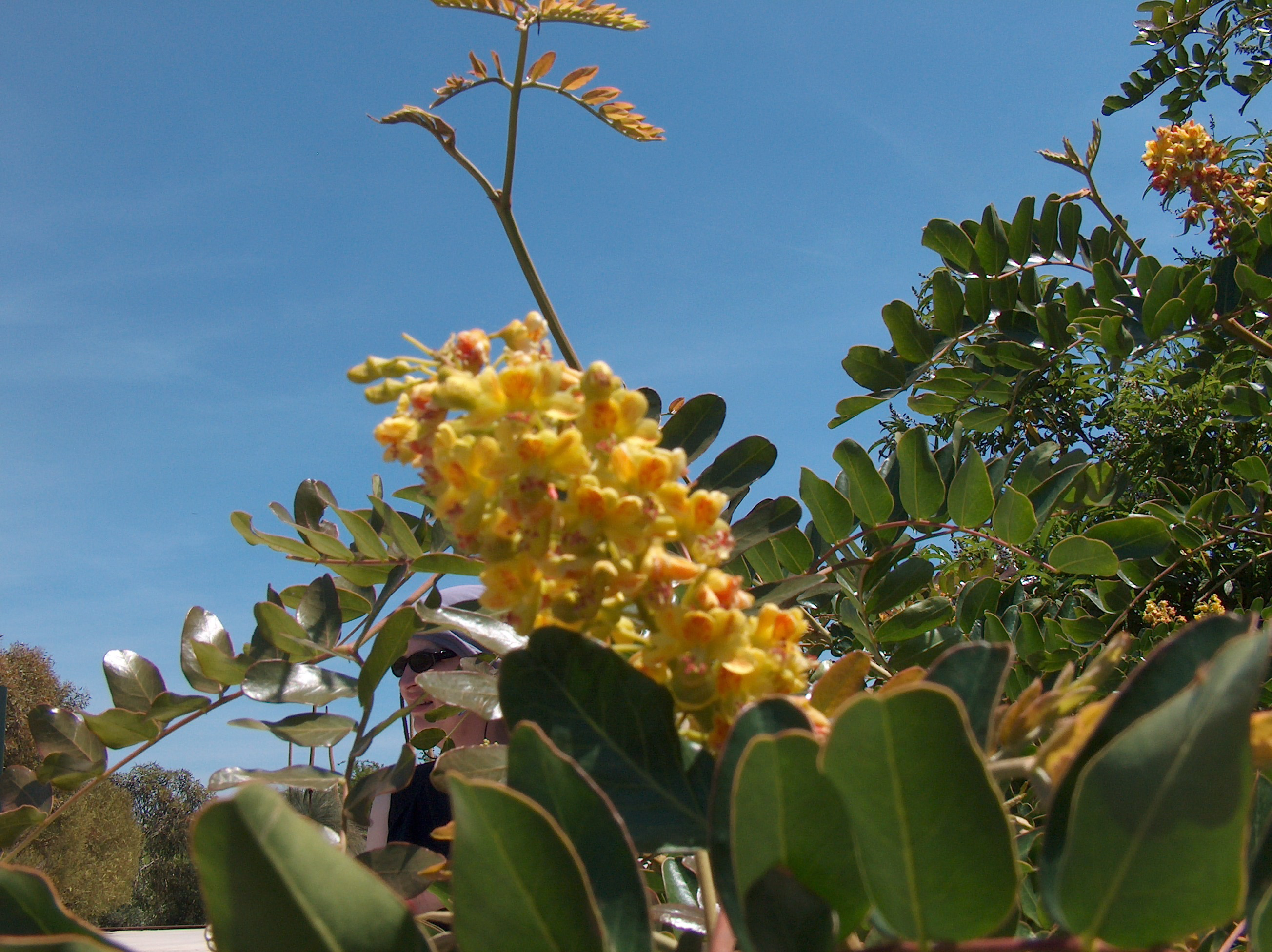
La gomme tara est extraite de Tara spinosa.

La gomme tara, aussi appelé caroube du Pérou, est extraite des graines d'un arbre d’Amérique du Sud, Tara spinosa (famille des Fabaceae).

## Composition
L'albumen de la graine est composé de polyosides de poids moléculaire élevé, principalement du galactomannane, fibre végétale soluble et acalorique. 
Le galactomannane est un polymère linéaire composé d'une chaîne de monomères de mannose ((1,4)-beta-D-mannopyranose) auxquelles est ramifiée par un pont 1-6 une unité de galactose.
Le ratio entre le mannose et le galactose est de 3 pour 1, ainsi en moyenne une unité de galactose est ramifiée tous les trois mannoses sur la chaine.
Par comparaison, il est de 4 pour 1 pour la gomme de caroube et 2 pour 1 pour la gomme de guar.
La gomme tara peut contenir des acides résiniques et leurs esters, des terpènes, ainsi que des produits résultant de l'oxydation ou de la polymérisation de ces terpènes.
Son numéro EINECS est le 254-409-6 et son numéro cas le 39300-88-4.

## Caractéristiques
La gomme tara est un épaississant neutre au goût, soluble dans l'eau à faible température (<50 °C) et dans l'éthanol. 
La gomme se présente sous forme de poudre blanche à jaune clair suivant la pureté.

## Utilisation alimentaire
C’est un additif alimentaire (numéro E417), de la famille des texturants alimentaires pour manipuler la consistance des aliments.

Elle est utilisée en synergie avec d’autres texturants comme le carraghénane, l'agar-agar et la gomme xanthane.

Elle entre également dans la composition du lygomme, un substitut de fromage.